# Robert Konečný
Robert Konečný (23. dubna 1906 Brno – 15. října 1981 Brno) byl český filozof, psycholog, pedagog a literát. V období druhé světové války byl účastníkem domácího odboje a po zatčení politickým vězněm.

## Život
Nejprve vystudoval klasické gymnázium v Brně. V letech 1925–1929 studoval filozofii, češtinu a němčinu na FF MU v Brně. V roce 1930 získal titul doktora filozofie.
Po dokončení studií pracoval nejprve v letech 1929–1933 na gymnáziu v Tišnově a poté v letech 1933-1939 na klasickém gymnáziu v Brně. Jako vedoucí studentské poradny v Brně vyšetřoval všechny adepty Brna pro středoškolské studium. V letech 1927–1934 prováděl výzkum v laboratoři Společnosti pro výzkum dítěte. V Brně se stal historicky prvním školním psychologem působícím na klasických gymnáziích v ČSR.
Za nacistické okupace se zapojil do odboje v Obraně národa a byl 20. listopadu 1939 zatčen gestapem. Vězněn byl v Brně na Špilberku a na těžkém uzavřeném oddělení Psychiatrické léčebny v Brně do roku 1945.
Po skončení druhé světové války působil v letech 1945–1950 na Filozofické fakultě v Brně. V roce 1946 habilitoval. Dalším jeho působištěm byla Psychiatrická léčebna v Brně-Černovicích v letech 1950–1958 a v letech 1958–1963 Psychiatrická klinika KÚNZ. Od roku 1963 byl vědeckým pracovníkem Psychologické laboratoře ČSAV v Brně. V roce 1966 se stal kandidátem věd (CSc.). Poté byl v roce 1968 jmenován profesorem filozofie a psychologie. V letech 1968–1971 vyučoval na Filozofické fakultě v Brně (tehdy z polit. důvodů Universita Jana Evangelisty Purkyně).
Působil v odborných a zájmových organizacích:
- Československá psychologická společnost
- Jednota filozofická a Sdružení moravských spisovatelů

V roce 2008 vydala Academia autobiografické vzpomínky Roberta Konečného na věznění v brněnských nacistických věznicích s názvem Jeden z vás.